# GCiencia
GCiencia  es un periódico de divulgación científica en lengua gallega fundado en 2013 por los periodistas Pablo López y Eduardo Rolland, que se encuentra entre los medios online más seguidos de Galicia. Su objetivo consiste en dar a conocer las novedades y avances en el mundo de la ciencia, especialmente la gallega, con contenidos que se extienden a la tecnología, la salud, las universidades, la historia y el pensamiento.
El gallego es el idioma preferente de la gran mayoría de sus contenidos periodísticos, principalmente escritos, pero también audiovisuales, en streaming o en formato  podcast. GCiencia ejerce además como un agente de divulgación a través de otras actividades como la convocatoria de premios, la organización de talleres, ciclos de conferencias, edición de revistas en papel y exposiciones, entre otras.
Cuenta con una comunidad de más de 100.000 seguidores en redes sociales, 71.000 de ellos en Facebook, lo que lo convierte en el tercer medio de Galicia en esa red social, incluidos los generalistas.
El proyecto ha recibido el premio Iprox 2013, concedido por el Colexio de Xornalistas de Galicia, el premio de Periodismo Digital de Galicia 2015, el Premio Galicia de Periodismo Científico 2017, el Premio Prismas 2019, el Premio Rosalía de Castro de Lingua 2019 y el Premio de la Crítica de Galicia 2020 en la modalidad de Iniciativas Culturales y Científicas, y fue finalista del Premio del Público de la feria Culturgal.